# Вича (Штрпце)
Вича (алб. Viçë) је насеље у општини Штрпце, Косово и Метохија, Република Србија.

## Порекло становништва по родовима
Подаци из 1938:
Српски родови:
- Караџићи (5 кућа, Св. Никола), староседеоци.
- Веланоћи (12 кућа, Св. Никола), досељени крајем XVIII века из села Кабаша у Метохији.
- Лукачићи (12 кућа, Св. Никола), досељени крајем XVIII века из села Драгобиљe у Метохији. Део њиховог рода, који је и даље остао у томе селу у Метохији, по исељењу ових прешао је у ислам.

Арбанашки род:
- Алиловић (алб. Alili) (13 кућа). Доселили се почетком 19. века из северне Албаније, припадају фису (племену) Бериша.

## Демографија
| Етнички састав према попису из 1981.‍ | Етнички састав према попису из 1981.‍ | Етнички састав према попису из 1981.‍ | Етнички састав према попису из 1981.‍ | Етнички састав према попису из 1981.‍ |
| ------------------------------------ | ------------------------------------ | ------------------------------------ | ------------------------------------ | ------------------------------------ |
|                                      |                                      |                                      |                                      |                                      |
| Срби                                 | Срби                                 |                                      | 219                                  | 50,23%                               |
| Албанци                              | Албанци                              |                                      | 217                                  | 49,77%                               |

| Демографија | Демографија | Демографија |
| Година      | Становника  | Становника  |
| ----------- | ----------- | ----------- |
| 1948.       | 371         |             |
| 1953.       | 402         |             |
| 1961.       | 408         |             |
| 1971.       | 393         |             |
| 1981.       | 437         |             |
| 1991.       | 452         |             |